# Pasternik (Starachowice)
 Pasternik – niewielka część miasta Starachowice. Leży nad rzeką Kamienną w środkowej części miasta, w okolicy ulic Pasternik i Nad Kamienną. Na zachód od Pasternika rozpościera się Jezioro Starachowickie. Ma charakter wiejski; na jego obszarze występuje zabudowa jednorodzinna. Wchodzi w skład osiedla Górniki.